# Pharoah Sanders
Pour les articles homonymes, voir Sanders.
Pharoah Sanders (nom de scène de Farrell Sanders), né le 13 octobre 1940 à Little Rock (Arkansas) et mort le 24 septembre 2022 à Los Angeles (Californie), est un saxophoniste américain de jazz.

## Biographie
Farrell Sanders naît de parents professeurs de musique. Il commence à être connu sur la scène jazz d'Oakland (Californie) au début des années 1960,,.
En 1962, il s'installe à New York et reçoit rapidement le surnom de Pharoah par les membres de l'Arkestra de Sun Ra, avec lesquels il se produit. En 1965, il joue dans le groupe de John Coltrane, au moment où ce dernier commence à expérimenter un nouveau style de jazz, qu'on appellera plus tard le free jazz (ou encore avant-garde jazz). C'est dans ce style que Pharoah Sanders s'illustrera par la suite.
Parmi ses collaborations célèbres, on peut noter celles avec Sun Ra et avec Alice Coltrane.  Il collabore avec Leon Thomas dont le yodelling, associés aux improvisations de Sanders, à un rythme free jazz détaché d'une structure rigoureuse, ainsi qu'à des textes religieux, spirituels et mystiques (avec un intérêt pour l'Islam), marquent une attirance et un retour vers la musique africaine.[citation nécessaire]
Pharoah Sanders est ainsi considéré comme l'un des inventeurs de l'ethno-jazz.
Il est l'une des figures musicales du Black Arts Movement.
Il meurt le 24 septembre 2022 à Los Angeles, à l'âge de 81 ans.

## Discographie sélective

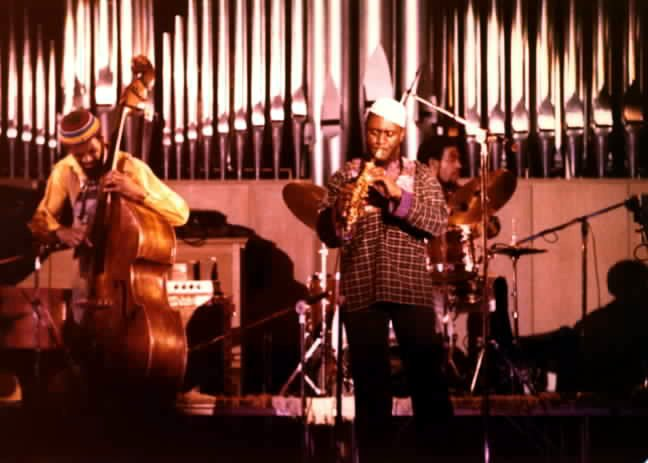
Reggie Workman, Pharoah Sanders et Idris Muhammad en 1978.

### En tant que leader
- 1964 : Pharoah First
- 1965 : Quintet[8]
- 1966 : Tauhid
- 1969 : Izipho Zam
- 1969 : Karma
- 1969 : Jewels of Thought
- 1970 : Deaf Dumb Blind (Summun Bukmun Umyun)
- 1971 : Live at the East
- 1971 : Black Unity
- 1971 : Thembi
- 1972 : Wisdom through Music
- 1973 : Elevation
- 1974 : Love in Us All
- 1975 : Live in Paris[9]
- 1976 : Pharoah
- 1980 : Journey to the One
- 1981 : Rejoice / Beyond a Dream
- 1982 : Heart is a Melody
- 1985 : Shukuru
- 1987 : Africa (Curtis Lundy, Idris Muhammad, John Hicks)
- 1990 : Welcome to Love
- 1992 : Crescent With Love
- 1996 : Message From Home
- 1997 : With a Heartbeat
- 1998 : Save our Children
- 2003 : The Creator Has a Master Plan
- 2005 : With a Heartbeat
- 2012 : In The Beginning 1963-64[10]
- 2021 : Great Moments with Pharoah Sanders[11]

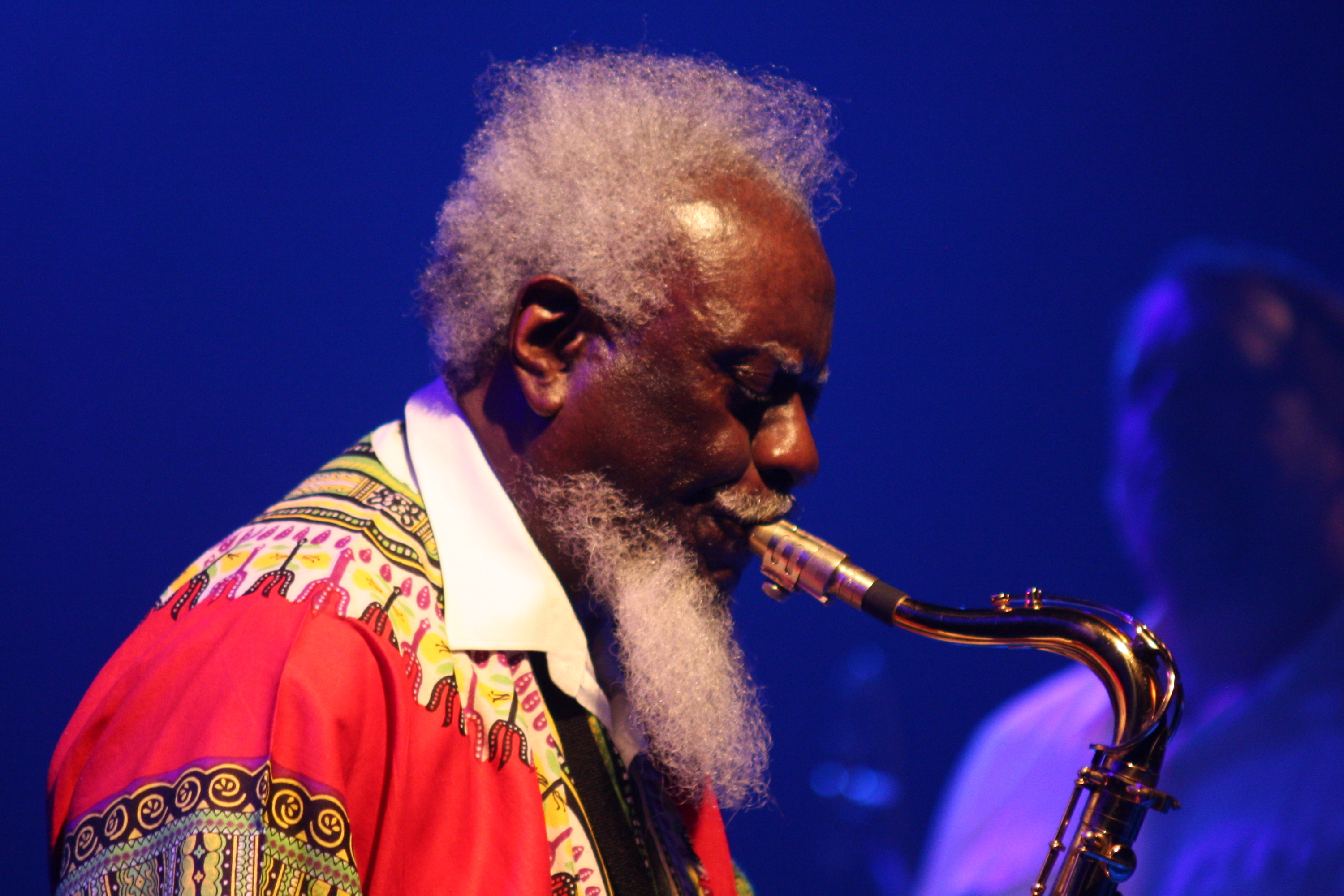
Pharoah Sanders au Deutsches Jazz Festival à Frankfurt en 2013.

### En tant que sideman

#### AvecJohn Coltrane
- 1965 : Ascension (Impulse!)
- 1965 : Live In Seattle (Impulse!)
- 1965 : Om (Impulse!)
- 1965 : Kulu Sé Mama (Impulse!)
- 1965 : Meditations (Impulse!)
- 1966 : Live at the Village Vanguard Again! (Impulse!)
- 1966 : Live In Japan (Impulse!)
- 1967 : Expression (Impulse!)
- 1967 : The Olatunji Concert (Impulse!)

#### AvecDon Cherry
- 1966 : Where Is Brooklyn?.

#### AvecMichael Mantler
- 1968 : Michael Mantler - Jazz Composer's Orchestra - The Jazz Composer's Orchestra (JCOA).

#### AvecAlice Coltrane
- 1970 : Journey in Satchidananda
- 1970 : Ptah, the El Daoud.

#### AvecKenny Garrett
- 2006 : Beyond the Wall
- 2008 : Sketches of MD (Live at the Iridium).

#### Avec le groupe ARCANA
- 1997 : Arc Of The Testimony (Axiom).

#### AvecMethod of Defiance
- 2007 : Inamorata (sur le morceau Ta'Will).

#### AvecMahmoud Guinia
- 1994 : Trance of Seven Colors[12].

#### AvecDavid Murray
- 2004 : Gwotet.

#### Avec Floating Points & TheLondon Symphony Orchestra
- 2021 : Promises[13].